# Dendrobium capra
Dendrobium capra är en orkidéart som beskrevs av Johannes Jacobus Smith. Dendrobium capra ingår i släktet Dendrobium, och familjen orkidéer. Inga underarter finns listade i Catalogue of Life.